# Moussa Sissako
Moussa Sissako (Clichy, 10 november 2000) is een Malinees-Frans voetballer die onder contract staat bij het Russische PFK Sotsji.

## Carrière

### Paris Saint-Germain
Sissako ruilde de jeugdopleiding van RCFF Colombes 92 in 2012 voor die van Paris Saint-Germain. In juni 2018 ondertekende hij bij laatstgenoemde club zijn eerste profcontract. Op 19 mei 2018 maakte hij zijn officiële debuut voor Paris Saint-Germain B in de competitiewedstrijd tegen FC Saint-Louis Neuweg (1-1).

### Standard Luik
Op 28 januari 2020 leende Paris Saint-Germain hem voor de rest van het seizoen uit aan Standard Luik. Tijdens zijn uitleenbeurt speelde hij geen enkele officiële wedstrijd met het eerste elftal, maar toch lichtte Standard de aankoopoptie in het huurcontract. Kort daarop brak hij een middenvoetsbeentje in zijn rechtervoet, waardoor hij de voorbereiding op het nieuwe seizoen miste.
Op 3 februari 2021 maakte Sissako zijn officiële debuut in het eerste elftal van Standard: in de bekerwedstrijd tegen RFC Seraing kreeg hij een basisplaats van trainer Mbaye Leye. De Malinees speelde dat seizoen uiteindelijk vier bekerwedstrijden. In de finale tegen KRC Genk slikte hij in de 90e minuut een rode kaart.

### PFK Sotsji
Op 1 september 2022 vertrok Sissako naar het Russische PFK Sotsji, waar hij een contract tot 30 juni 2025 kreeg.

### RWDM
In het seizoen 2023/24 werd Sissako door PFK Sotsji uitgeleend aan RWDM, met een aankoopoptie. Hij speelde 19 wedstrijden voor de club, maar in februari 2024 viel de verdediger met een zware knieblessure uit in de wedstrijd tegen Royal Antwerp. Hij moet naar verwachting negen à twaalf maanden revalideren. Op 21 maart 2024 werd Sissako door RWDM per direct ontslagen omdat hij op sociale media een foto had geplaatst van hemzelf met de KV Kortrijk-shirt van zijn broer Abdoulaye aan, een concurrent in de degradatiestrijd.

## Clubstatistieken
| Seizoen         | Club                  | Land               | Competitie             | Competitie | Competitie | Beker | Beker | Supercup | Supercup | Europees | Europees | Totaal | Totaal |
| Seizoen         | Club                  | Land               | Competitie             | Wed.       | Dlp.       | Wed.  | Dlp.  | Wed.     | Dlp.     | Wed.     | Dlp.     | Wed.   | Dlp.   |
| --------------- | --------------------- | ------------------ | ---------------------- | ---------- | ---------- | ----- | ----- | -------- | -------- | -------- | -------- | ------ | ------ |
| 2017/18         | Paris Saint-Germain B | Vlag van Frankrijk | Championnat National 2 | 1          | 0          | —     | —     | —        | —        | —        | —        | 1      | 0      |
| 2018/19         | Paris Saint-Germain B | Vlag van Frankrijk | Championnat National 2 | 23         | 1          | —     | —     | —        | —        | —        | —        | 23     | 1      |
| 2019/20         | Paris Saint-Germain   | Vlag van Frankrijk | Ligue 1                | 0          | 0          | 0     | 0     | 0        | 0        | 0        | 0        | 0      | 0      |
| 2019/20         | → Standard Luik       | Vlag van België    | Jupiler Pro League     | 0          | 0          | 0     | 0     | —        | —        | 0        | 0        | 0      | 0      |
| 2020/21         | Standard Luik         | Vlag van België    | Jupiler Pro League     | 8          | 0          | 4     | 0     | —        | —        | 0        | 0        | 12     | 0      |
| 2021/22         | Standard Luik         | Vlag van België    | Jupiler Pro League     | 19         | 1          | 3     | 0     | —        | —        | —        | —        | 22     | 1      |
| 2022/23         | PFK Sotsji            | Vlag van Rusland   | Premjer-Liga           | 10         | 1          | 5     | 0     | —        | —        | —        | —        | 15     | 1      |
| 2023/24         | → RWDM                | Vlag van België    | Jupiler Pro League     | 16         | 0          | 3     | 0     | —        | —        | —        | —        | 19     | 0      |
| Carrière totaal | Carrière totaal       | Carrière totaal    | Carrière totaal        | 77         | 3          | 15    | 0     | 0        | 0        | 0        | 0        | 92     | 3      |

Bijgewerkt op 19 februari 2024.

## Interlandcarrière
Sissako werd geboren in Frankrijk, maar koos in 2021 voor het Malinees voetbalelftal. Op 7 oktober 2021 maakte hij zijn interlanddebuut in de WK-kwalificatiewedstrijd tegen Kenia (3-0-winst). In december 2021 nam bondscoach Mohamed Magassouba hem op in zijn selectie voor de Afrika Cup 2021 in Kameroen. Sissako kwam op dit toernooi enkel in actie in de derde groepswedstrijd tegen Mauritanië. In zijn vierde interland, een WK-barragewedstrijd tegen Tunesië, scoorde Sissako een own-goal en werd hij in de 40e minuut van het veld gestuurd met een rode kaart. De stand bleef 0-1, waarna Tunesië vier dagen later aan een 0-0-gelijkspel in eigen land genoeg had om zich te plaatsen voor het WK 2022.
| Interlands van Moussa Sissako | Interlands van Moussa Sissako | Interlands van Moussa Sissako | Interlands van Moussa Sissako | Interlands van Moussa Sissako | Interlands van Moussa Sissako | Interlands van Moussa Sissako |
| No.                           | Datum                         | Wedstrijd                     | Uitslag                       | Soort Wedstrijd               | Doelpunten                    |                               |
| Als speler bij Standard Luik  | Als speler bij Standard Luik  | Als speler bij Standard Luik  | Als speler bij Standard Luik  | Als speler bij Standard Luik  | Als speler bij Standard Luik  | Als speler bij Standard Luik  |
| ----------------------------- | ----------------------------- | ----------------------------- | ----------------------------- | ----------------------------- | ----------------------------- | ----------------------------- |
| 1.                            | 7 oktober 2021                | Mali – Kenia                  | 5 – 0                         | Kwalificatie WK 2022          | -                             |                               |
| 2.                            | 14 november 2021              | Mali – Oeganda                | 1 – 0                         | Kwalificatie WK 2022          | -                             |                               |
| 3.                            | 20 januari 2022               | Mali – Mauritanië             | 2 – 0                         | Afrika Cup 2021               | -                             |                               |
| 4.                            | 25 maart 2022                 | Mali – Tunesië                | 0 – 1                         | Kwalificatie WK 2022          | -                             |                               |
| Totaal                        | Totaal                        | Totaal                        | Totaal                        | Totaal                        | -                             |                               |

Bijgewerkt tot 19 februari 2024

## Familie
- Sissako is de jongere broer van Abdoulaye Sissako, die sinds 2023 voor KV Kortrijk voetbalt.[14][15]